# Pomona (Califórnia)
Pomona é uma cidade localizada no estado americano da Califórnia, no condado de Los Angeles. Foi fundada na década de 1880 e incorporada em 6 de janeiro de 1888.

## Geografia
De acordo com o United States Census Bureau, a cidade tem uma área de 59,5 km², onde 59,4 km² estão cobertos por terra e 0,1 km² por água.

## Demografia
Segundo o censo nacional de 2010, a sua população é de 149 058 habitantes e sua densidade populacional é de 2 507,70 hab/km². Possui 40 685 residências, que resulta em uma densidade de 684,47 residências/km².